# Lucrezia Di Siena
Lucrezia Di Siena, död efter 1564, var en italiensk skådespelare. 
Hon är känd som den första namngivna och klart identifierade kvinnliga yrkesskådespelaren i Italien och Europa efter antiken. Hon undertecknade 10 oktober 1564 ett skådespelarkontrakt i Rom. Hon anges ha kunnat sjunga, deklamera och spela musik.
Hon förmodas ha varit en före detta kurtisan, en cortigiana onesta, en yrkesklass som normalt kunde sjunga, deklamera, musikera och dansa; många av de första skådespelerskorna i Italien förmodas ha varit kurtisaner, och hennes signatur, där ett efternamn utelämnades samtidigt som hon tilltalades med det respektfulla titeln Domina, stödjer detta.
Hon var den första skådespelerska vars namn har identifierats i ett italienskt skådespelarsällskap; de övriga sex aktörerna i samma sällskap var alla män. Även om kvinnliga skådespelare omtalas tidigare, var deras namn okända. Efter detta förekommer det dock i fortsättningen kvinnliga skådespelare allmänt i Italien, och 1567 omtalas både Vincenza Armani och Barbara Flaminia som verksamma. 